# Gremlin
Gremlin — полный по Тьюрингу предметно-ориентированный язык для обхода и изменения графов, разработанный в рамках проекта TinkerPop. Основан на Groovy, может быть использован совместно с другими языками, функционирующими в среде JVM (реализована поддержка Java и Scala). Доступен в виде библиотеки с открытым исходным кодом, опубликованной под лицензией BSD.
Поддержка языка реализована в нескольких графовых СУБД — OrientDB, Neo4j, Titan. Кроме того, на языке можно работать с графовыми СУБД, поддерживающими Blueprints API или язык запросов Rexster (в частности, с СУБД DEX и Sail RDF.